# Kabugao
Kabugao è una municipalità di seconda classe delle Filippine, capoluogo della Provincia di Apayao, nella Regione Amministrativa Cordillera.
Kabugao è formata da 21 baranggay:
- Badduat
- Baliwanan
- Bulu
- Dagara
- Dibagat
- Cabetayan
- Karagawan
- Kumao
- Laco
- Lenneng (Liyyeng)
- Lucab
- Luttuacan
- Madatag
- Madduang
- Magabta
- Maragat
- Musimut
- Nagbabalayan
- Poblacion
- Tuyangan
- Waga